# Perfect Life
«Perfect Life» (с англ. — «Идеальная жизнь») — песня немецкой исполнительницы Левины, представляющая страну на конкурсе песни Евровидение 2017.
6 января 2017 года было объявлено, что Левина вошла в пятёрку финалистов национального отбора на Евровидение Unser Song 2017. Финал отбора состоялся 9 февраля. Левина выступала с двумя песнями — «Wildfire» и «Perfect Life». По решению зрителей песней-победителем стала «Perfect Life».

## Список композиций
| №  | Название                      | Длительность |
| -- | ----------------------------- | ------------ |
| 1. | «Wildfire»                    | 3:10         |
| 2. | «Perfect Life»                | 3:01         |
| 3. | «Wildfire» (Instrumental)     | 3:10         |
| 4. | «Perfect Life» (Instrumental) | 3:01         |

## Позиции в чартах
| Чарт (2017)    | Наивысшаяk позиция |
| -------------- | ------------------ |
| Германия (GfK) | 28                 |

## Хронология издания
| Страна | Дата           | Формат               | Лейбл                            |
| ------ | -------------- | -------------------- | -------------------------------- |
| Мир    | 9 февраля 2017 | цифровая дистрибуция | Sony Music Entertainment Germany |